# Grignasco
Grignasco es un pueblo de 4.704 habitantes (2004) de la italiana Provincia de Novara (Región del Piamonte). El pueblo está compuesto por las fracciones de Ara, Bertolotto, Bovagliano, Ca' Marietta, Carola, Garodino, Pianaccia, Torchio, Sagliaschi y Isella. Los municipios con los que limita son Boca, Borgoresia, Prato Sesia, Serravalle Sesia y Valduggia. S. Maria Vergine Assunta es la patrona del pueblo.

## Geografía
El municipio está a 322 m al nivel del mar y abarca un área de 14 km². La densidad de población es de 336 habitantes/km.

## Evolución demográfica
| Gráfica de evolución demográfica de Grignasco entre 1861 y 2001 |
|                                                                 |
| Fuente ISTAT - elaboración gráfica de Wikipedia                 |